# Marianne Zoff

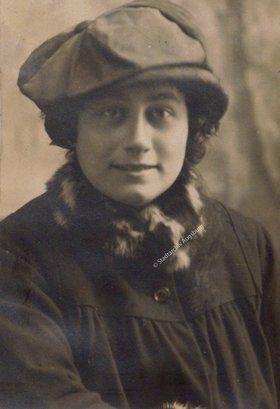
Marianne Zoff vor 1920 (Foto im Stadtarchiv Augsburg)

Marianne Josephine Zoff, auch Marianne Brecht (* 30. Juni 1893 in Hainfeld; † 22. November 1984 in Wien), war eine österreichische Schauspielerin und Opernsängerin (Mezzosopran). Sie war von 1922 bis 1927 die erste Ehefrau von Bertolt Brecht und anschließend von 1928 bis zu dessen Tod 1978 mit Theo Lingen verheiratet.

## Leben

### Familie
Marianne Zoff wurde als Tochter des österreichischen Offiziers und späteren Reichsbahn-Oberinspektors Otto Andreas Zoff und dessen Ehefrau Zdenka geb. Jellinek geboren. Unter ihren Vorfahren befanden sich „spanische Aristokraten und tschechische Juden“. Ihre Mutter entstammte einer alten sephardischen Familie. Ihr Bruder war der Schriftsteller Otto Zoff.

### Karriere als Opernsängerin
Marianne Zoff nahm nach dem Abitur in Wien Schauspiel- und Gesangsunterricht und sang in Wien erste kleine Mezzorollen. Im September 1919 wurde sie mit Beginn der Spielzeit 1919/20 als „Spezialsängerin“ ans Stadttheater Augsburg verpflichtet. Dort trat sie häufig unter dem Kapellmeister Karl Tutein auf. Ihr Debüt hatte sie dort Ende September 1919 als Zigeunermädchen Mercédès in Carmen. Bis Jahresende 1919 sang sie dort u. a. als weitere Partien die Lola in Cavalleria rusticana, Venus in Orpheus in der Unterwelt und, nach einer zeitgenössischen Kritik, angeblich im November 1919 auch die Martha in Kienzls Oper Der Evangelimann.
Ihre erste Hauptrolle am Stadttheater Augsburg übernahm sie als Einspringerin bzw. vertretungsweise Ende November 1919 mit der Titelpartie in der Oper Carmen (Dirigent: Karl Tutein). Möglicherweise sah Brecht sie in dieser Rolle zum ersten Mal auf der Bühne. Nach ihrem, wenn auch bescheidenem Erfolg als Carmen erhielt Marianne Zoff 1920 am Stadttheater Augsburg zahlreiche neue, größere und kleinere, Rollen: Agnes in Die verkaufte Braut, Magdalena in Offenbachs Oper Der Goldschmied von Toledo, Waltraute in Die Walküre, Gräfin Ceprano in Rigoletto, Siebel in Margarethe und Hänsel in Hänsel und Gretel. Im Januar 1921 sang sie in Augsburg die Hosenrolle des Niklaus in Hoffmanns Erzählungen und die Zweite Dame in Mozarts Oper Die Zauberflöte. Anfang März 1921 trat sie am Stadttheater Augsburg als Kurtisane Flora Bervoix in La Traviata auf; Mitte März 1921 übernahm sie die Dorabella in einer Neuinszenierung von Così fan tutte. Ende März 1921 sang sie in mehreren Vorstellungen die Magd Pepa in Tiefland. Im April 1921 sang sie die Emilia in Othello am Stadttheater Augsburg. Im Mai 1921 sang sie ihre letzte Vorstellung am Stadttheater Augsburg, in Wagners Die Walküre.
Mit Ende der Spielzeit 1920/21 endete auch Marianne Zoffs Engagement in Augsburg. Bereits im April 1921 hatte sie ein Angebot von dem damaligen Intendanten Carl Hagemann angenommen, zur neuen Spielzeit als Charaktersängerin an das Nassauische Landestheater Wiesbaden zu wechseln. Ihr Vertrag in Wiesbaden lief vom August 1921 bis Januar 1922. Ihre Antrittsrolle in Wiesbaden war im August 1921 die Wellgunde in Das Rheingold. Im Oktober 1921 sang sie dort die kleine Partie der Kate Pinkerton in Madame Butterfly. Für Wiesbaden studierte sie auch die Carmen und den Octavian im Rosenkavalier. Im Dezember 1921 teilte Hagemann ihr jedoch mit, dass ihr Vertrag in Wiesbaden nicht verlängert werden würde.
Nach mehreren Jahren Familienpause nahm Marianne Zoff im Juni 1925 zum Spielzeitbeginn 1925/26 ein Engagement am Stadttheater Münster an. Hauptsächlich wurde sie dort als Opern- und Operettensoubrette eingesetzt. Ihre erste Premiere gab sie dort im September 1925 als Echo in Ariadne auf Naxos und die Sängerin in Molières Der Bürger als Edelmann. In Münster wurde Marianne Zoff vor allem in der Spieloper und in der Operette erfolgreich beschäftigt. Sie verkörperte u. a. Katharina in Der Widerspenstigen Zähmung (Oktober 1925), Bettina in Casanova (November/Dezember 1925), die Lotte Nachtigall in der Operette Die beiden Nachtigallen (Musik: Willy Bredschneider, Text: Leo Walter Stein, Oktober 1925) und im Dezember 1925 den Prinzen Orlofsky in Die Fledermaus.

### Beziehung mit Bertolt Brecht
Marianne Zoff war seit 1917 in einer losen Verbindung mit dem wesentlich älteren, gut situierten, „halbjüdischen“ Münchner Verleger und Geschäftsmann Oskar Camillus Recht liiert, von dem sie sich finanziell aushalten ließ. Ein Kind, das sie von Recht erwartete, ließ sie abtreiben.
Ende 1920, wahrscheinlich im Dezember, lernte sie am Stadttheater Augsburg Bertolt Brecht kennen. Brecht soll nach einer Aufführung in ihre Garderobe gekommen sein, ihr Komplimente gemacht und sich ihr als Liebhaber angeboten haben. Marianne Zoff ließ sich auf eine Liebesbeziehung mit ihm ein, obwohl beide zu dieser Zeit mit anderen Partnern liiert waren (sie mit Oskar Camillus Recht, Brecht mit Paula Banholzer). Marianne Zoff führte daraufhin ihre Liebesbeziehungen parallel fort und schwankte zwischen ihren Liebhabern; einen Heiratsantrag Rechts lehnte sie Anfang 1921 zunächst ab; Ende April 1921 wollte sie ihn dann schließlich doch heiraten. Mehrfach kam es zu Auseinandersetzungen, Eifersuchtsszenen und Aussprachen zwischen den beiden Männern. Ostern 1921 verprügelte Recht seine Geliebte schwer, nachdem sie ihm gestanden hatte, dass sie ihre Beziehung zu Brecht immer noch nicht aufgegeben habe.
1921 wurde Marianne Zoff erstmals von Brecht schwanger, verlor das Kind jedoch im Mai 1921 bei einem Abgang. Im Juni 1921 kam es zu einer Aussöhnung zwischen Marianne Zoff und Brecht, der ein Liebesurlaub in München, in Possenhofen und in Tutzing am Starnberger See folgte. Als Marianne Zoff 1922 ein zweites Mal von ihm schwanger wurde, heiratete Brecht sie am 3. November 1922 in München, damit das Kind nicht unehelich zur Welt käme. Trauzeuge war unter anderem Lion Feuchtwanger. Am 12. März 1923 wurde in der gemeinsamen Münchner Wohnung in der Akademiestraße die Tochter Hanne Marianne geboren, die auf Wunsch Brechts in Starnberg katholisch getauft wurde. Die Ehe zerrüttete sich daraufhin zusehends. Im Sommer 1923 lernte Brecht seine spätere zweite Frau Helene Weigel kennen, die Anfang 1924 von ihm schwanger wurde. Im Oktober 1923 drohte Brecht erstmals mit Scheidung, nahm jedoch davon Abstand, aus Angst, die Tochter Hanne zu verlieren.
Während ihres Engagements in Münster lernte Marianne Zoff Ende 1925 den dort engagierten, um zehn Jahre jüngeren, Schauspieler Theo Lingen kennen, der sich in der Folgezeit auch um Brechts Tochter Hanne kümmerte. Als Brecht dies im Februar 1926 erfuhr, drohte er aus Eifersucht mit der Aufkündigung aller finanziellen Zahlungen. Mehrfach versuchte er, die Tochter Hanne zu Marianne Zoffs Eltern nach Baden bei Wien zu bringen, um sie dem Einfluss Lingens zu entziehen. Ende März 1926 drohte Marianne Zoff damit, Brecht gerichtlich zu verklagen, sollten Geldzahlungen weiterhin ausbleiben. Im April 1926 reichte Brecht schließlich die Scheidung ein. Die Scheidung erfolgte am 22. November 1927 vor dem Preußischen Landgericht III, in Berlin-Charlottenburg; das Landgericht stellte hierzu im September 1928 fest, dass beide Parteien die Schuld an der Scheidung trügen.

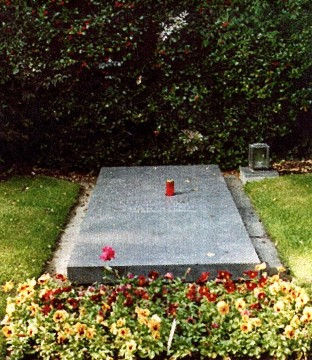
Grabstätte von Marianne Zoff

Im November 1928 heiratete Marianne Zoff in zweiter Ehe den Schauspieler Theo Lingen. Sie verwendete fortan den Doppelnamem Lingen-Zoff; ihr bürgerlicher Ehename war allerdings wohl Schmitz-Lingen. Die Tochter aus der Ehe mit Bertolt Brecht wuchs bei Marianne Zoff und Theo Lingen auf und feierte später unter ihrem Ehenamen Hanne Hiob Erfolge als Bühnendarstellerin. Im Juni 1935 stimmte Brecht einer Adoption der Tochter Hanne durch Theo Lingen schließlich zu. Die Popularität Lingens, der seit dem Beginn der nationalsozialistischen Herrschaft hauptsächlich komische Rollen spielte, in denen er Joseph Goebbels gefiel, schützte Marianne Zoff, die gemäß den damals geltenden Rassengesetzen als „Halbjüdin“ (Mischling 1. Grades) galt, und ihre Töchter Hanne und Ursula vor einer Verfolgung durch die Nationalsozialisten. Die aus der gemeinsamen Ehe stammende Tochter Ursula Lingen wurde ebenfalls Schauspielerin.
Nach seiner Rückkehr aus dem Exil nahm Brecht zu Marianne Zoff wieder brieflich Kontakt auf. Zwischen beiden bestand bis zu Brechts Tod noch gelegentlicher Briefkontakt im Hinblick auf Familien- und Erbangelegenheiten (Erhaltung des väterlichen Landhauses in Utting am Ammersee für die gemeinsame Tochter Hanne) und hinsichtlich der Übernahme von Hilfsdiensten für gemeinsame Freunde.
Sie ruht auf dem Wiener Zentralfriedhof neben Theo Lingen.